# Vîsoke, Krînîcikî
Vîsoke (în ucraineană Високе) este un sat în comuna Huleaipole din raionul Krînîcikî, regiunea Dnipropetrovsk, Ucraina.

## Demografie
Componența lingvistică a localității Vîsoke
     Ucraineană (90,91%)
     Rusă (9,09%)
Conform recensământului din 2001, majoritatea populației localității Vîsoke era vorbitoare de ucraineană (90,91%), existând în minoritate și vorbitori de rusă (9,09%).